# Sydirland (1921–1922)
Sydirland (Engelska: Southern Ireland, Iriska: Deisceart Éireann) var den större självstyrande regionen av den Irländska ön under det Förenade kungariket Storbritannien och Irland från 1921 till att denna region lämnade unionen 1922.

## Ursprung
Denna region tillkom av den så kallade Government of Ireland Act 1920. Målet med denna lag var att försöka uprätthålla ordning på den Irländska ön. Lagen skulle splittra den självstyrande regionen Irland in i två delar, Nord- och Sydirland. Lagen skulle även etablera politiska institutioner (till exempel parlament) för de två regionerna, samt dela flera institutioner med varandra.

## Det sydirländska valet 1921
Medan Nordirland visserligen blev en lyckad insats med ett fungerande parlament och regering, så blev Sydirland aldrig det. Den irländska republiken hade redan blivit proklamerat av det revolutionära parlamentet Dáil Éireann (Engelska: Assembly of Ireland), skapat av Sinn Féin parlamentsledamot. Det irländska valet, då påverkat av The Government of Ireland Act, hölls maj 1921. Sinn Féin vann 124 av 128 säten, vilket ledde till en stor majoritet i parlamentet och gav Sinn Féin i praktiken all kontroll över regionen. Då det nya parlamentet inkallades för möte den 28 juni 1921, träffades bara de fyra parlamentsledamot som inte var medlemmar av Sinn Féin och några utvalda senatorer.

## Irländska fristaten och det anglo-irländska avtalet
Det anglo-irländska avtalet ratificerades den 14 januari 1922 då ett "möte" sammankallades. Mötet specificerade endast "a meeting of members" (svenska: Ett möte av medlemmar), vilket betydde att avtalet inte behövde bli godkänt av det Sydirländska parlamentet. Därför var mötet sammankallat av Arthur Griffith i egenskap av "ordförande för den irländska delegationen av befullmäktigade ombud" (engelska: Chairman of the Irish Delegation of Plenipotentiaries).
Den provisoriska regeringen etablerad baserad på avtalet konstituerades den 14 januari 1922. Den inledde sitt arbete två dagar senare då Michael Collins tillträdde sin position som ordförande för den provisoriska regeringen.
Södra Irland var självstyrande, men var inte en suverän stat. Dess konstitutionella karaktär härrörde från unionsakterna, två kompletterande akter, den ena antagen av Storbritanniens parlament och den andra av Irlands parlament.
Den 27 maj 1922 (några månader innan Irländska fristaten bildades) upplöste Lord FitzAlan, som "Lord Lieutenant of Ireland", i enlighet med Irish Free State (Agreement) Act 1922, Sydirlands parlament och kallade genom en proklamation "ett parlament som skulle kallas det provisoriska parlamentet". Från och med detta datum upphörde Sydirlands parlament att existera. I och med upprättandet av Irländska fristaten den 6 december 1922 upphörde södra Irland att existera.